# Deroplatys
Deroplatys es un género de insectos mantodeos perteneciente a la familia Mantidae.

## Especies
- Deroplatys angustata (Westwood, 1845)
- Deroplatys cordata (Fabricius, 1798)
- Deroplatys desiccata (Westwood, 1839)
- Deroplatys gorochovi (Anisyutkin, 1998)
- Deroplatys indica (Roy, 2007)
- Deroplatys kinabaluensis (Zhang & Price, 2024)
- Deroplatys lobata (Guérin-Méneville (1838)
- Deroplatys moultoni (Giglio-Tos, 1917)
- Deroplatys nebula (Zhang & Price, 2024)
- Deroplatys philippinica (Werner, 1922)
- Deroplatys rhombica (Brunner, 1897)
- Deroplatys sarawaca (Westwood, 1889)
- Deroplatys trigonodera (Westwood, 1889)
- Deroplatys truncata (Guerin-Meneville, 1843)[2]
- Deroplatys xuzhengfai (Zhang & Price, 2024)